# Curalha
Curalha is een plaats (freguesia) in de Portugese gemeente Chaves en telt 518 inwoners (2001).